# Brad Raffensperger
Bradford Jay Raffensperger, detto Brad (18 maggio 1955), è un politico e imprenditore statunitense, Segretario di Stato della Georgia dal 2019. Esponente del Partito Repubblicano, è stato membro della Camera dei rappresentanti della Georgia per il 50º distretto.

## Biografia
Raffensperger ha conseguito una laurea in ingegneria civile presso l'Università dell'Ontario occidentale e un Master in Business Administration presso la Georgia State University. Raffensperger è amministratore delegato di Tendon Systems, LLC, una società di appalti e ingegneria che opera a Columbus, in Georgia, e nella contea di Forsyth, in Georgia. Ha accumulato un patrimonio netto di 26,5 milioni di dollari dal suo lavoro nel settore privato.

## Attività politica
Raffensperger è un repubblicano da sempre. Rappresentante del consiglio comunale di Johns Creek dal 2012 al 2014, sostituendo Dan McCabe. Si è dimesso nel novembre 2014 per candidarsi alle elezioni speciali per rappresentare il 50º distretto alla Georgia House, ed è stato sostituito da Chris Coughlin.

### Camera dei rappresentanti della Georgia
Raffensperger ha successivamente vinto per una nuova candidatura alla Georgia House nel 2015, subentrando a Lynne Riley. Alla Camera di Stato, ha sponsorizzato una legge per impedire ai funzionari della contea di trarre profitto personale da gravami fiscali. In precedenza, il commissario fiscale della contea di Fulton riscuoteva personalmente le tasse dai gravami fiscali e dalla vendita di gravami fiscali a società di riscossione privata, consentendogli di accumulare 200.000 dollari in un periodo di quattro anni. La legislazione ha posto fine a questa pratica di autoarricchimento. Raffensperger ha anche sponsorizzato una misura per emendare la costituzione dello stato della Georgia consentire la ricreazione di una contea che esisteva in precedenza ma che si era poi fusa con un'altra; la misura serviva alla contea di Fulton settentrionale di separarsi per formare la contea di Milton.

### Segretario di Stato della Georgia

#### Elezioni 2018
Raffensperger si è candidato alla carica di Segretario di Stato della Georgia alle elezioni del 2018. Il Segretario di Stato in Georgia sovrintende alle elezioni ed è presidente del consiglio elettorale statale. Sovrintende anche alla registrazione delle imprese e alle licenze professionali.
Nelle primarie del Partito Repubblicano, Raffensperger ha affrontato l'ex sindaco di Alpharetta David Belle Isle, il rappresentante statale Buzz Brockway e il rappresentante statale Josh McKoon. Nelle primarie, Raffensperger è arrivato al primo posto e Belle Isle al secondo posto; poiché nessun candidato ottenne la maggioranza, la corsa alla nomination repubblicana andò al ballottaggio delle primarie, che vinse Raffensperger. Durante la sua campagna, "ha detto che avrebbe ridotto la burocrazia del governo, sostenuto le leggi sull'identificazione degli elettori e spinto per schede cartacee verificabili quando la Georgia sostituirà le sue macchine per il voto elettronico".
Nelle elezioni generali del 6 novembre 2018, Raffensperger ha concluso con il maggior numero di voti, superando il democratico John Barrow di meno dell'uno per cento. Ha poi sconfitto Barrow nel ballottaggio del 4 dicembre 2018.

#### Elezioni presidenziali del 2020
Raffensperger è salito all'attenzione della cronaca all'indomani delle elezioni presidenziali statunitensi del 2020. Il presidente Donald Trump aveva perso le elezioni nello Stato della Georgia contro lo sfidante Joe Biden. Trump rifiutava di accettare la sconfitta e fece false affermazioni, lanciando una lunga campagna per ribaltare i risultati elettorali e mantenersi al potere, ma alla fine senza riuscirvi. Come parte di questa campagna, il 2 gennaio 2021, Trump fece una telefonata registrata in cui tentò di persuadere Raffensperger a cambiare a suo favore il conteggio dei voti in Georgia. Raffensperger resistitette alle pressioni e dichiarò basate su falsità le affermazioni del presidente uscente.

#### Rielezione
Raffensperger è stato rieletto come Segretario di Stato della Georgia del 2022 contro la democratica Bee Nguyen, dopo aver sconfitto con largo margine Jody Hice, sostenuto da Trump, alle primarie repubblicane.